# 德米特里·皮萨列夫
德米特里·伊万诺维奇·皮萨列夫（俄語： 1840年10月14日—1868年7月16日）19世纪俄罗斯文学评论家，他主张改革实用主义并宣扬用暴力改革社会，苏联领导人列宁曾在《怎么办？》中引用过皮萨列夫。